# واسودوان سرینیواس
واسودوان سرینیواس (انگلیسی: Vasudevan Srinivas؛ زادهٔ ۶ ژوئن ۱۹۵۸) دانشمند در زمینه هندسه جبری و ریاضیات اهل هند است.